# محمد ظفر الله خان
تشودري سير 'محمد ظفرالله خان' كان سياسياً ودبلوماسياً باكستانياً.ومحلف عالمي .وباحث من الجماعة الإسلامية الأحمدية.
عُرف بكتابته لمسودة حركة باكستان ،وكان أول وزير خارجية باكستاني ،كما انه مثل باكستان في الأمم المتحدة ،وتولى رئاسة الجمعية العامة بها فيما بعد . وخدم أيضاً كقاضي في
محكمة العدل الدولية .

## روابط خارجية
- محمد ظفر الله خان على موقع الموسوعة البريطانية (الإنجليزية)
- محمد ظفر الله خان على موقع مونزينجر (الألمانية)